# Akasha
Akasha (em sânscrito:  आकाश, transl. ākāśa) é um termo para o espaço ou o éter na cosmologia indiana. O termo foi adotado por outras religiões desde o século XIX. Em diversas línguas indo-arianas e dravidianas modernas, seus derivados significam "céu".

## Em outras áreas
Na psiquiatria, designa o espaço sutil onde estão armazenados todos os conhecimentos e feitos humanos, desde os primórdios. É a memória da humanidade.  Corresponde ao inconsciente coletivo de Carl Gustav Jung.
No espiritismo, é chamado de fluido cósmico universal. André Luiz, no livro "Evolução em Dois Mundos" também o chama de hausto divino.
Segundo a crença de algumas religiões neo-pagãs, como a Wicca, todo o universo foi criado a partir dos Cinco Elementos da Natureza: Ar, Fogo, Água, Terra e Akasha (espírito). Todo os demais elementos foram originados do Akasha (o princípio original). Correlacionando os Akasha com o pentagrama, ele seria a 5º ponta do pentagrama (a ponta apontada para cima), aquela que representa o espírito divino, a chamada quintessência e representada pelo ovo (símbolo da origem) negro (símbolo do mistério). Por isso ele é considerado o mais elevado dos cinco elementos, o mais poderoso e inimaginável; é a base de todas as coisas da criação. Assim, o Akasha é isento de espaço e de tempo. Segundo Franz Bardon, é o que as religiões chamam de Deus.

## No Ocultismo
Há uma sociedade secreta denominada Ordem Akasha, cujas práticas se baseiam em sistemas cabalísticos e herméticos.